# 籃上干擾
籃上干擾(basket interference)是指在進攻時若球仍處於攻方的籃框圓柱或已碰籃板上，進攻球員觸球而犯規。但若直接灌籃、則不算籃上干擾。
由於性質類似，籃上干擾亦被稱為進攻版的妨礙中籃(offensive goal tending)。